# Something to Remember You By
(Oh, Give Me) Something to Remember You By ist ein Popsong, den Arthur Schwartz (Musik) und Howard Dietz (Text) verfassten und 1930 veröffentlichten.

## Hintergrund
Bei den Vorbereitungen für eine neue Revue überredete Howard Dietz seinen Kollegen Schwartz, die Upbeat-Melodie eines älteren Songs namens I Have No Words in einen schwermütigen Torch Song umzuschreiben. Auf diese Weise entstand die Ballade Something to Remember You By für ihre dritte gemeinsame Revue Three’s a Crowd, die am 15. Oktober 1930 im New Yorker Selwyn Theatre Premiere hatte, mut Fred Allen, Clifton Webb und Libby Holman in den Hauptrollen. Vorgestellt wurde der Song von Libby Holman. Bei der Neuformulierung des Liedtextes begann Dietz mit den melodramatischen Zeilen:
Let me but have atoken
thru which your love is spoken.

## Erste Aufnahmen und spätere Coverversionen
Der Song wurde noch 1930 von Libby Holman (Brunswick 4910), Leo Reisman (mit Frank Luther, Gesang; Victor 22537), Tommy Christian (Harmony 1248, mit Jack Arthur, Gesang), Sam Lanin und Helen Morgan (mit dem Leonard Joy Orchestra, Victor 27683) aufgenommen und in den folgenden Jahren von Dinah Shore, Vera Lynn (1941) und Dick Haymes & Helen Forrest (Decca 1946) gecovert. Zu den Musikern, die Something to Remember You By in den 1930er-Jahren ebenfalls einspielten, gehörten Jimmie Noone, Cab Calloway und Ziggy Elman.
Der Diskograf Tom Lord listet im Bereich des Jazz insgesamt 70 (Stand 2015) Coverversionen, u. a. von Claude Thornhill, Glenn Miller, George Barnes, Lester Young (Aladdin 1946), Benny Carter, Buddy Weed, Tommy Dorsey, Ruth Price, Peggy Lee, Charlie Parker (One Night in Washington, 1953), Yank Lawson, Ahmad Jamal, Max Bennett, Morgana King. Thad Jones, Irene Kral/Herb Pomeroy, Bud Freeman, Maxine Sullivan, Etta Jones, Johnny Hodges, Teddy Wilson, Miriam Klein, Digby Fairweather/Stan Barker und Keith Jarrett (The Melody at Night, with You, 1998).